# 第56回全米映画批評家協会賞
55th NSFC Awards

作品賞: 

 ドライブ・マイ・カー 
第56回全米映画批評家協会賞は2021年の映画を対象としており、2022年1月8日に結果が発表された。

## 受賞結果
※()内は決選投票での得票数 

### 作品賞
- 1.『ドライブ・マイ・カー』 (48)
  - 2.『Petite Maman』 (25)
  - 3.『パワー・オブ・ザ・ドッグ』 (23)

### 監督賞
- 1.濱口竜介 - 『ドライブ・マイ・カー』、『偶然と想像』 (46)
  - 2.ジェーン・カンピオン - 『パワー・オブ・ザ・ドッグ』 (36)
  - 3.セリーヌ・シアマ - 『Petite Maman』(28)

### 主演女優賞
- 1.ペネロペ・クルス - 『Madres paralelas』 (46)
  - 2.レナーテ・レインスヴェ - 『Verdens verste menneske』 (42)
  - 3.アラナ・ハイム - 『リコリス・ピザ』 (32)

### 主演男優賞
- 1.西島秀俊 - 『ドライブ・マイ・カー』 (63)
  - 2.ベネディクト・カンバーバッチ - 『パワー・オブ・ザ・ドッグ』 (44)
  - 3.サイモン・レックス - 『Red Rocket』 (30)

### 助演女優賞
- 1.ルース・ネッガ - 『PASSING -白い黒人-』(46)
  - 2.アリアナ・デボーズ - 『ウエスト・サイド・ストーリー』 (22)
  - 3.ジェシー・バックリー - 『ロスト・ドーター』 (21)

### 助演男優賞
- 1.アンデルシュ・ダニエルセン・リー - 『Verdens verste menneske』 (54)
  - 2.ヴァンサン・ランドン - 『Titane』 (33)
  - 3.コディ・スミット＝マクフィー - 『パワー・オブ・ザ・ドッグ』 (26)
  - 3.マイク・ファイスト - 『ウエスト・サイド・ストーリー』 (26)

### 脚本賞
- 1.濱口竜介、大江崇允 - 『ドライブ・マイ・カー』 (38)
  - 2.ペドロ・アルモドヴァル - 『Madres paralelas』 (22)
  - 3.ポール・トーマス・アンダーソン - 『リコリス・ピザ』 (20)

### 撮影賞
- 1.アンドリュー・ドロス・パレルモ - 『The Grenn Knight』 (52)
  - 2.アリ・ワグナー - 『パワー・オブ・ザ・ドッグ』 (40)
  - 3.サヨムプー・ムックディプローム - 『MEMORIA メモリア』 (35)

### ノンフィクション映画賞
- 1.『Flee』 (41)
  - 2.『プロセッション -救済への行進-』 (28)
  - 2.『ヴェルヴェット・アンダーグラウンド』 (28)

### 米国未公開映画賞
- 『Returning to Reims』

### 映画遺産賞
- ピーター・ボグダノヴィッチとベルトラン・タヴェルニエ
- マヤ・ケイド